# Cussac-sur-Loire

Cussac-sur-Loire este o comună în departamentul Haute-Loire, Franța. În 2009 avea o populație de 1,675 de locuitori.